# NGC 85
NGC 85 је лентикуларна галаксија у сазвежђу Андромеда која се налази на NGC листи објеката дубоког неба.
Деклинација објекта је + 22° 30' 44" а ректасцензија 0h 21m 25,5s. Привидна величина (магнитуда) објекта NGC 85 износи 14,8 а фотографска магнитуда 15,8. NGC 85 је још познат и под ознакама NGC 85A, MCG 4-2-7, CGCG 479-9, NPM1G +22.0017, PGC 1375.